# Снеллинк, Бо
Бо Снеллинк (нидерл. Beau Snellink; род. 14 мая 2001 года, Норден) — нидерландский конькобежец, 2-кратный чемпион мира в командной гонке, 2-кратный серебряный призёр чемпионата Нидерландов в многоборье.

## Биография
Бо Снеллинк родился в южноголландской деревне Норден в семье семьи конькобежцев. Его отец в прошлом был конькобежцем-марафонцем. Снеллинк начал кататься на коньках в возрасте 6 лет с ассоциацией «NINO» в Утрехте. Помимо катания на коньках он некоторое время играл в теннис и футбол. В возрасте 12 лет он одержал первую победу в своём третьем юношеском марафоне и благодаря своим успешным выступлениям в марафонской гонке улучшил результаты в лонг-треке. В 2015 году полностью переключился на конькобежный спорт.
С сезона 2018/19 Снеллинк катался за команду «RTC Midden» и занял 3-е место в забеге на 5000 м на чемпионате Нидерландов среди юниоров. Через год дебютировал на Кубке мира, а в сезоне 2020/21 перёшёл в профессиональную команду Рутгера Тийсена «Team TalentNED» и вместе с Патриком Рустом и Марселом Боскером сначала занял 1-е место в командной гонке на Кубке мира, а следом выиграл золотую медаль в командном гонке на чемпионате мира на отдельных дистанциях в Херенвене в феврале 2021 года.
В сезоне 2021/22 Снеллинк перешёл в коммерческую команду «Jumbo-Visma» во главе с Жаком Ори. В декабре 2021 года он занял 3-е место в забеге на 10000 м и 5-е на 5000 м в олимпийском отборе и не прошёл квалификацию на игры 2022 года. В январе 2022 года стал 2-м на чемпионате Нидерландов в многоборье. А вот дебютный чемпионат мира в классическом многоборье пропустил из-за коронавируса. В сезоне 2022/23 он впервые занял призовые места в забеге на 5000 м на Кубке мира, вновь стал 2-м в многоборье на чемпионате страны и на дебютном чемпионате Европы в Хамаре занял 6-е место в сумме многоборья.
В феврале 2023 года на Кубке мира занял 2-е место в забеге на 5000 м и 3-е в командной гонке, а в марте на чемпионате мира на отдельных дистанциях в Херенвене второй раз стал чемпионом мира в командной гонке вместе с Патриком Рустом и Марселом Боскером. В том же месяце он выиграл командную гонку в Кубке мира и общий зачёт Кубка мира на дистанции 5000 м.